# Sudamérica Rugby Cup 2016

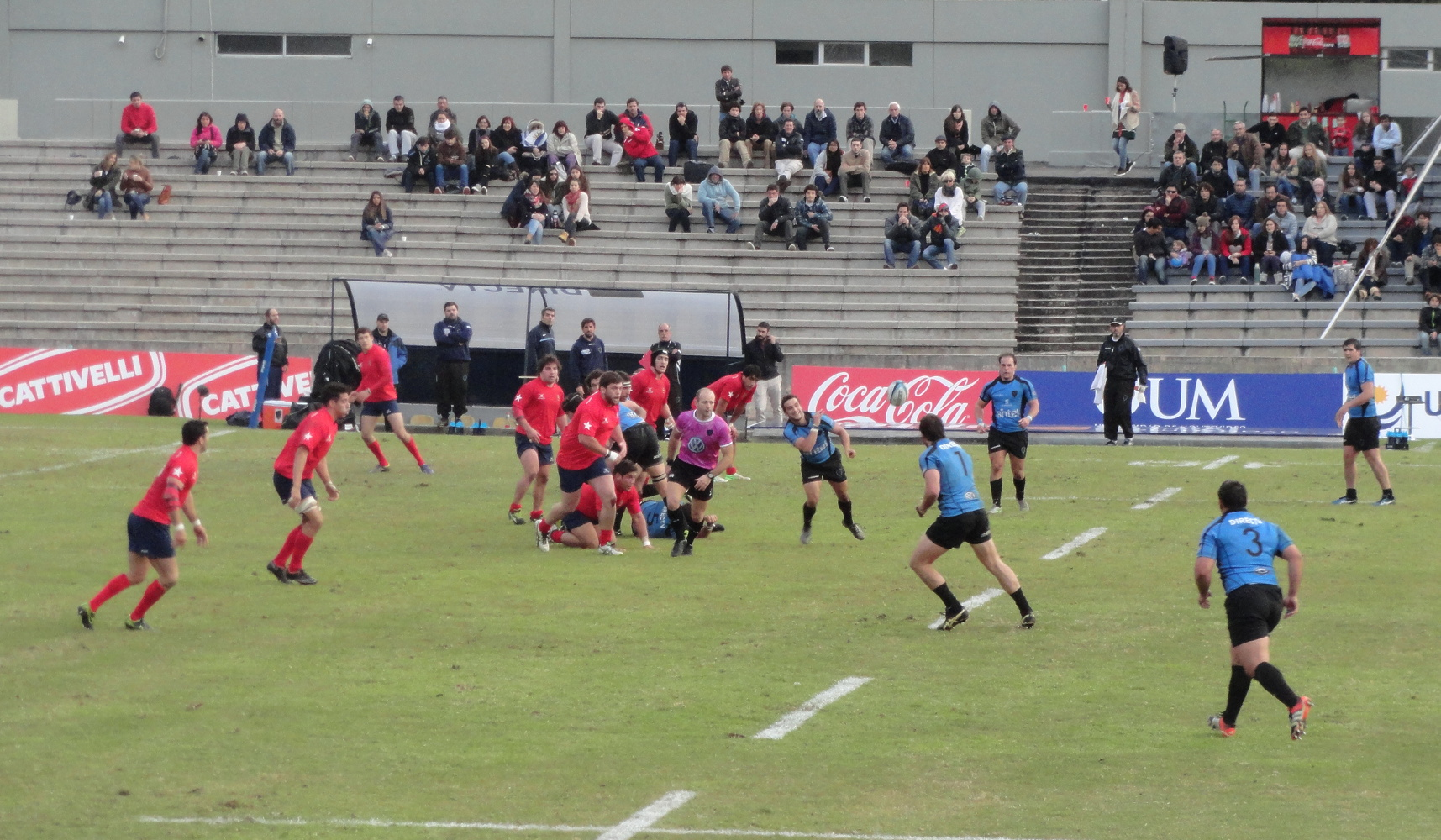
Partido entre Uruguay y Chile

La Sudamérica Rugby Cup del 2016 fue la tercera edición del triangular que organiza Sudamérica Rugby.
Este año participó Argentina en calidad de campeón de la pasada edición, Chile como campeón del Sudamericano A 2015 y Uruguay en calidad de vicecampeón.

## Equipos participantes
- Argentina XV
- Chile (Los Cóndores)
- Uruguay (Los Teros)

## Posiciones
| Pos. | Equipo       | Encuentros | Encuentros | Encuentros | Encuentros | Tantos  | Tantos    | Tantos     | Puntos |
| Pos. | Equipo       | jugados    | ganados    | empatados  | perdidos   | a favor | en contra | diferencia | Puntos |
| ---- | ------------ | ---------- | ---------- | ---------- | ---------- | ------- | --------- | ---------- | ------ |
| 1    | Argentina XV | 2          | 2          | 0          | 0          | 105     | 20        | + 85       | 6      |
| 2    | Uruguay      | 2          | 1          | 0          | 1          | 47      | 32        | + 15       | 3      |
| 3    | Chile        | 2          | 0          | 0          | 2          | 26      | 126       | - 100      | 0      |

Nota: Se otorgan 3 puntos al equipo que gane un partido, 1 al que empate y 0 al que pierda

## Resultados

### Primera fecha
Partido del Sudamericano de Rugby A 2016
| 7 de mayo 15:30 | Uruguay | 39 - 14 | Chile | Estadio Charrúa, Montevideo, Uruguay |  |
|                 |         | Reporte |       |                                      |  |

### Segunda fecha
| 28 de mayo 20:00 | Uruguay | 8 - 18  | Argentina XV | Estadio Suppici, Colonia, Uruguay |                              |
|                  |         | Reporte |              | Árbitro(s): Henrique Platais      | Árbitro(s): Henrique Platais |

### Tercera fecha
| 4 de junio 15:30 | Chile | 12 - 87 | Argentina XV | Estadio Municipal de La Pintana, Santiago, Chile |                               |
|                  |       | Reporte |              | Asistencia: 2500 espectadores                    | Asistencia: 2500 espectadores |

| Bandera de Argentina |
| Campeón Argentina XV |
| Tercer título        |